# Nederlandse Hervormde Kerk

Ontstaan van de verschillende stromingen in Nederland

Ontstaansgeschiedenis van kerken in Nederland

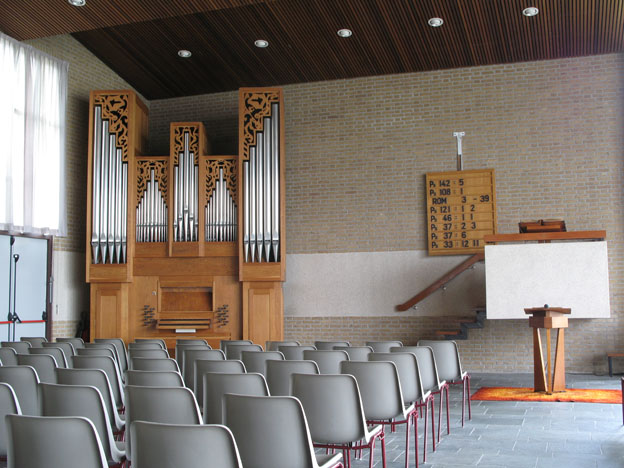
Interieur van Nederlandse Hervormde Kerk "De Hoeksteen" in Veenendaal

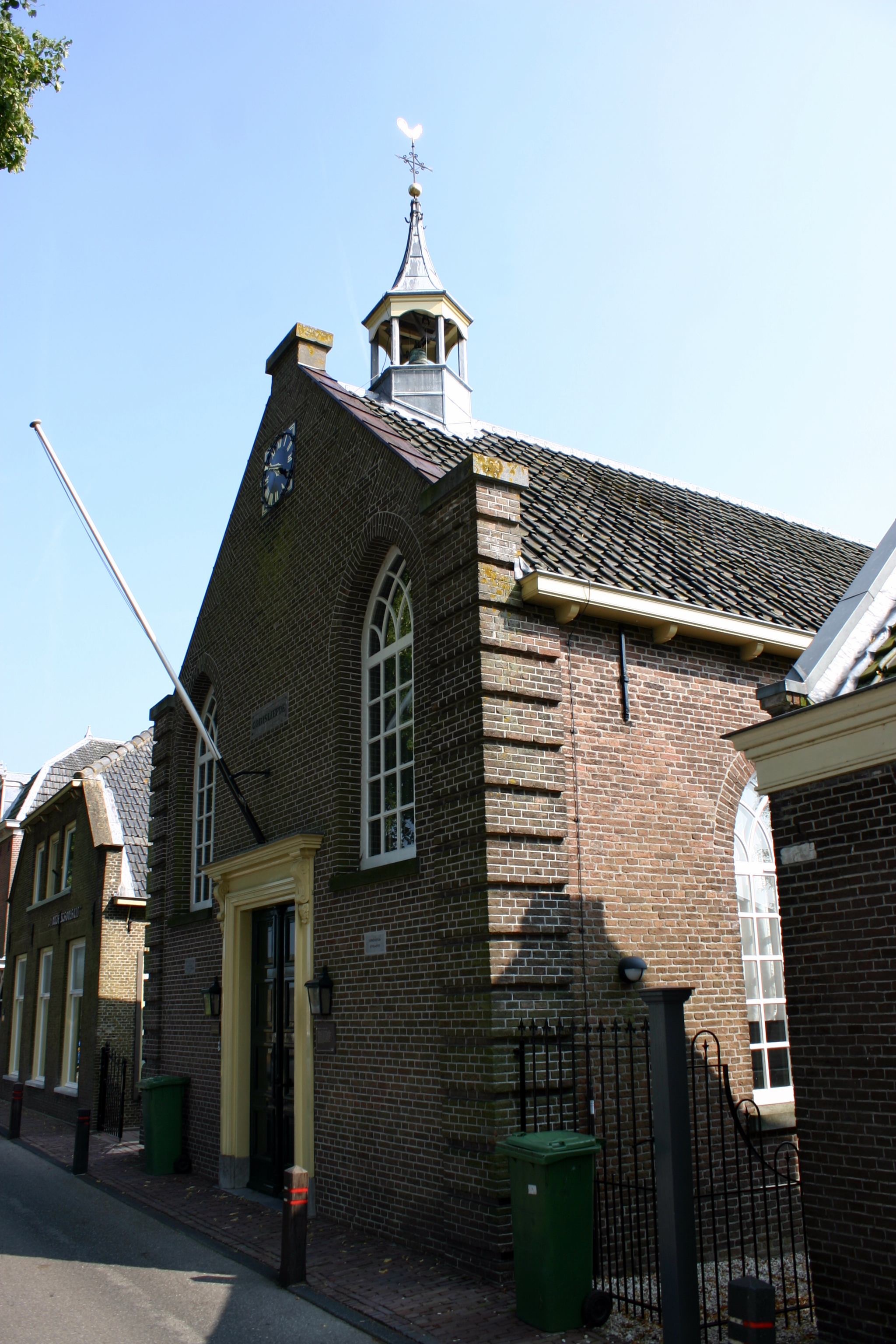
Buitenkant van Nederlandse Hervormde Kerk "God is liefde" in Hekendorp

De Nederlandse Hervormde Kerk was vanaf 1816 de naam voor de Nederduits(ch)e Gereformeerde Kerk die tijdens de Tachtigjarige Oorlog de officiële kerk van de Republiek der Zeven Verenigde Nederlanden was geworden. Voor 1816 luidde de naam van dit kerkgenootschap voluit de Nederduitse Gereformeerde Kerk. In 1816 werd de naam van deze organisatie officieel Nederlandsche Hervormde Kerk en naderhand (bij een nieuwe spelling) Nederlandse Hervormde Kerk. Op 1 mei 2004 is het kerkgenootschap met de Gereformeerde Kerk en de Evangelisch-Lutherse Kerk samengegaan in de Protestantse Kerk in Nederland (PKN).

## Geschiedenis
Na de bevrijding van het Franse bewind werd Willem I koning van Nederland. Eerst alleen van Noordelijk Nederland, later met zuidelijk gebied vergroot tot het Verenigd Koninkrijk der Nederlanden.
Koning Willem I hield zich ook met kerkelijke vraagstukken bezig. Hij liet voor de Nederlandse Hervormde Kerk een kerkorde ontwerpen. Op 7 januari 1816 werd het Algemeen Reglement voor het bestuur der Nederlandsche Hervormde Kerk in het Koningrijk der Nederlanden bij koninklijk besluit goedgekeurd. Hierbij kreeg de kerk de officiële naam Nederlandse Hervormde Kerk.
Door vele kerkleden werd dit gezien als een ongewenste inmenging van de koning in kerkzaken. Vooral vanuit de Universiteit van Leiden rees hiertegen (liberaal) verzet.
Verzet tegen deze ontwikkelingen leidde in behoudende hoek in 1834 tot de afzetting van Hendrik de Cock, die predikant was in Ulrum. De beweging die hieruit ontstond wordt de Afscheiding genoemd. Op meerdere plaatsen in Nederland werden predikanten uit hun ambt gezet of zelfs door de burgerlijke overheid in detentie genomen.
In 1867 werd een nieuw bestuursreglement ingevoerd, dat de gewone kerkleden stemrecht gaf voor de kerkenraad. Indirect kregen ze daarmee ook invloed op de synode en op de predikantsbenoeming, wat vaak leidde tot de beroeping van meer behoudende ambtsdragers. Zo beriep Amsterdam in 1870 de predikant Abraham Kuyper, een invloedrijk antirevolutionair politicus en journalist. Onder zijn leiding vond in 1886 tijdens de Doleantie een nieuwe afscheiding plaats. Uit de samenvoeging van de dolerende kerken en de kerken die ontstaan waren uit de Afscheiding van 1834 ontstonden in 1892 de Gereformeerde Kerken in Nederland.
In 2004 hield de Nederlandse Hervormde Kerk op te bestaan. Het overgrote deel van de lidmaten is overgegaan naar de nieuwe Protestantse Kerk in Nederland (PKN). Andere hervormden, ongeveer 55.000, hebben zich verenigd in de daarna gevormde Hersteld Hervormde Kerk (HHK).

## Organisatie
De NHK had een presbyteriaanse kerkordening, een kerkordening waarin de ouderlingen de kerk besturen. Groepen van lokale kerken werkten samen in een presbyterium of een classis en presbyteria werken samen in een synode.

## Modaliteiten
De Nederlandse Hervormde Kerk kenmerkte zich vanouds door een grote onderlinge verdeeldheid.
In de jaren 1830 waren de Groninger Godgeleerden een invloedrijke vernieuwingsgezinde groep binnen de kerk.
Uit vrees voor een te grote invloed van deze groep kwamen op 12 oktober 1864 in Utrecht 69 predikanten, 50 ouderlingen en enkele leden bijeen om een vereniging op te richten "tot verschaffing van hulp en leiding aan gemeenten en personen in de Nederlandsche Hervormde Kerk, die om des geloofs wil in nood verkeren". De naam van deze stroming werd de Confessionele Vereniging, die – in afgeslankte vorm – nog steeds bestaat binnen de PKN.
In 1906 ontstond hieruit de zogenaamde Gereformeerde Bond in de Nederlandse Hervormde Kerk, een behoudende stroming die fel gekant was tegen iedere afsplitsing (de Bond veroordeelde de Doleantie fel) en vrijzinnig-hervormde stromingen. Veel oprichters en leden waren eerst lid van de Confessionele Vereniging.
In 1913 besloten de vrijzinnig-hervormden zich aaneen te sluiten in een eigen modaliteit, de Vereniging van Vrijzinnige Hervormden. Onder de naam Vereniging van Vrijzinnige Protestanten bestaat zij vandaag nog steeds in de PKN. Rond 1920 ontstond tussen de vrijzinnigen en de confessionelen de Ethische Vereniging. Na haar opheffing in de jaren 30 werd haar plaats na de Tweede Wereldoorlog ingenomen door de middenorthodoxie.
Sinds de jaren 60 van de 20e eeuw begon de Nederlandse Hervormde Kerk samen met de Gereformeerde Kerk en de Evangelisch-Lutherse Kerk een proces tot meer samenwerking: Samen op Weg (SoW). Ondanks protesten van behoudende groeperingen (zoals de Gereformeerde Bond en het bevindelijk gereformeerde Het Gekrookte Riet) heeft dit proces geleid tot het besluit de Nederlandse Hervormde Kerk met ingang van 1 mei 2004 op te laten gaan in de Protestantse Kerk in Nederland. 
Op 31 mei 1995 trad een groep hervormde en gereformeerde predikanten naar buiten met een ‘Evangelisch Manifest’, waarin ze uitdrukking gaf aan een vurig verlangen naar een geestelijke vernieuwing voor de Kerk in Nederland. Vanuit dit initiatief is een nieuwe beweging gegroeid binnen de SoW-kerken (de huidige PKN). De beweging, die zich Evangelisch Werkverband noemt, groeide snel in omvang en impact. Vooral de landelijke opzet voor de Gemeente Groei Groepen en de uitgaven van de Evangelische Liedbundel waren hier een uitdrukking van. Tegenwoordig is de stichting uitgegroeid tot een vitale beweging binnen de Protestantse Kerk.

## Verzuiling
Terwijl de gereformeerden tot in de jaren 1970 een zuil vormden met een eigen omroep (NCRV), een eigen krant (eerst De Standaard, later Trouw), een eigen politieke partij (Anti-Revolutionaire Partij), een eigen universiteit (Vrije Universiteit) en eigen scholen, kenden de hervormden op hun beurt geen eigen zuil. Sommige leden van de Gereformeerde Bond traden vaak samen op met de gereformeerden (en vanaf 1970 met de bevindelijk gereformeerden), terwijl de Christelijk-Historische Unie voor het grootste deel bevolkt werd door middenorthodoxe, confessionele en Veluwse hervormden.

## Leden
De Nederlandse Hervormde Kerk kende drie soorten leden:
- geboorteleden - als lid aangemerkt omdat een of beide ouders lid waren.
- doopleden - gedoopte leden.
- belijdende leden - behalve gedoopt ook belijdenis afgelegd.

Per eind 2003 telde de Nederlandse Hervormde Kerk 1.823.085 leden. Er waren toen ruim 1750 hervormde gemeenten in Nederland, waaronder veertien Waalse Hervormde gemeenten en twee Schotse gemeenten: de  English Reformed Church te Amsterdam en de Scots International Church te Rotterdam.